# Rovegno
Rovegno (en ligur Roegno) és un comune italià, situat a la regió de la Ligúria i a la ciutat metropolitana de Gènova. El 2011 tenia 577 habitants.

## Geografia
Es troba a l'alta vall del Trebbia, a l'est de Gènova. Té una superfície de 44,09 km² i les frazioni de Casanova, Crescione, Foppiano, Garbarino, Isola, Loco, Moglia, Pietranera, Spescia, Valle i Ventarola. Limita amb les comunes de Fascia, Fontanigorda, Gorreto, Ottone i Rezzoaglio.